# Condes (Jura)
Pour les articles homonymes, voir Condes.
Condes est une commune française située dans le département du Jura, dans la région culturelle et historique de Franche-Comté et la région administrative Bourgogne-Franche-Comté.

## Géographie

### Climat
Pour des articles plus généraux, voir Climat de la Bourgogne-Franche-Comté et Climat du département du Jura.
En 2010, le climat de la commune est de type climat océanique altéré, selon une étude du Centre national de la recherche scientifique s'appuyant sur une série de données couvrant la période 1971-2000. En 2020, Météo-France publie une typologie des climats de la France métropolitaine dans laquelle la commune est dans une zone de transition entre le climat semi-continental et le climat de montagne et est dans la région climatique  Jura, caractérisée par une forte pluviométrie en toutes saisons (1 000 à 1 500 mm/an), des hivers rigoureux et un ensoleillement médiocre. 
Pour la période 1971-2000, la température annuelle moyenne est de 11,7 °C, avec une amplitude thermique annuelle de 18 °C. Le cumul annuel moyen de précipitations est de 1 319 mm, avec 12,4 jours de précipitations en janvier et 8,6 jours en juillet. Pour la période 1991-2020, la température moyenne annuelle observée sur la station météorologique de Météo-France la plus proche, « Cernon », sur la commune de Cernon à 8 km à vol d'oiseau, est de 10,4 °C et le cumul annuel moyen de précipitations est de 1 567,8 mm. 
La température maximale relevée sur cette station est de 38,6 °C, atteinte le 13 août 2003 ; la température minimale est de −24 °C, atteinte le 10 janvier 1985,,. 
Les paramètres climatiques de la commune ont été estimés pour le milieu du siècle (2041-2070) selon différents scénarios d'émission de gaz à effet de serre à partir des nouvelles projections climatiques de référence DRIAS-2020. Ils sont consultables sur un site dédié publié par Météo-France en novembre 2022.

## Urbanisme

### Typologie
Au 1er janvier 2024, Condes est catégorisée commune rurale à habitat dispersé, selon la nouvelle grille communale de densité à sept niveaux définie par l'Insee en 2022.
Elle est située hors unité urbaine. Par ailleurs la commune fait partie de l'aire d'attraction d'Oyonnax, dont elle est une commune de la couronne,. Cette aire, qui regroupe 40 communes, est catégorisée dans les aires de 50 000 à moins de 200 000 habitants,.

### Occupation des sols
L'occupation des sols de la commune, telle qu'elle ressort de la base de données européenne d’occupation biophysique des sols Corine Land Cover (CLC), est marquée par l'importance des forêts et milieux semi-naturels (42,2 % en 2018), une proportion identique à celle de 1990 (42,2 %). La répartition détaillée en 2018 est la suivante : 
forêts (42,2 %), eaux continentales (39 %), prairies (18,9 %). L'évolution de l’occupation des sols de la commune et de ses infrastructures peut être observée sur les différentes représentations cartographiques du territoire : la carte de Cassini (XVIIIe siècle), la carte d'état-major (1820-1866) et les cartes ou photos aériennes de l'IGN pour la période actuelle (1950 à aujourd'hui).

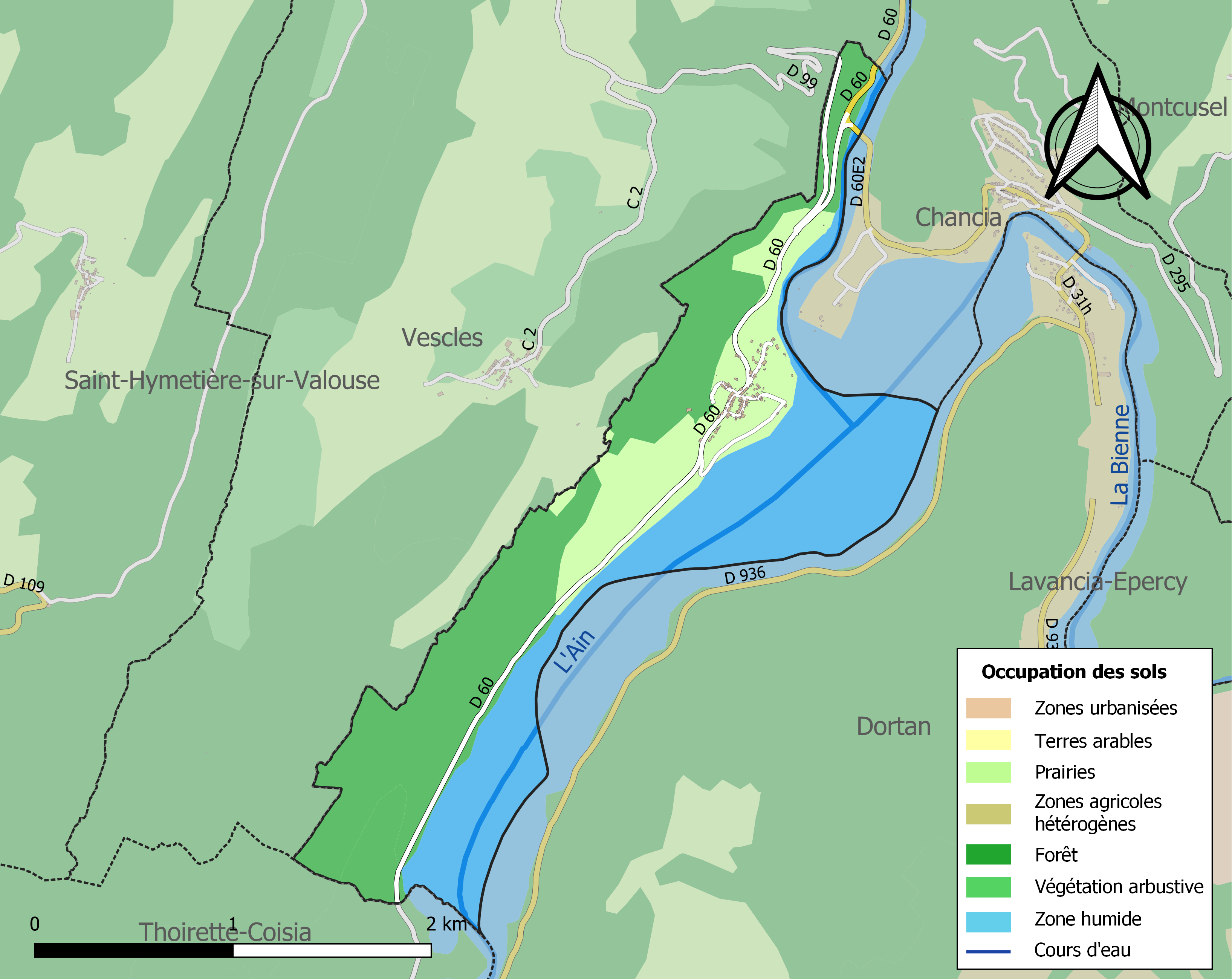
Carte des infrastructures et de l'occupation des sols de la commune en 2018 (CLC).

## Histoire
L'histoire de Condes est rattachée à la batellerie.
De Molinges en passant par le port à Condes, les radeliers se rendaient à Lyon sur des embarcations pouvant aller jusqu'à 25 mètres de long.
Le tournage du buis fut également l'activité longtemps exercée par les habitants.

## Politique et administration

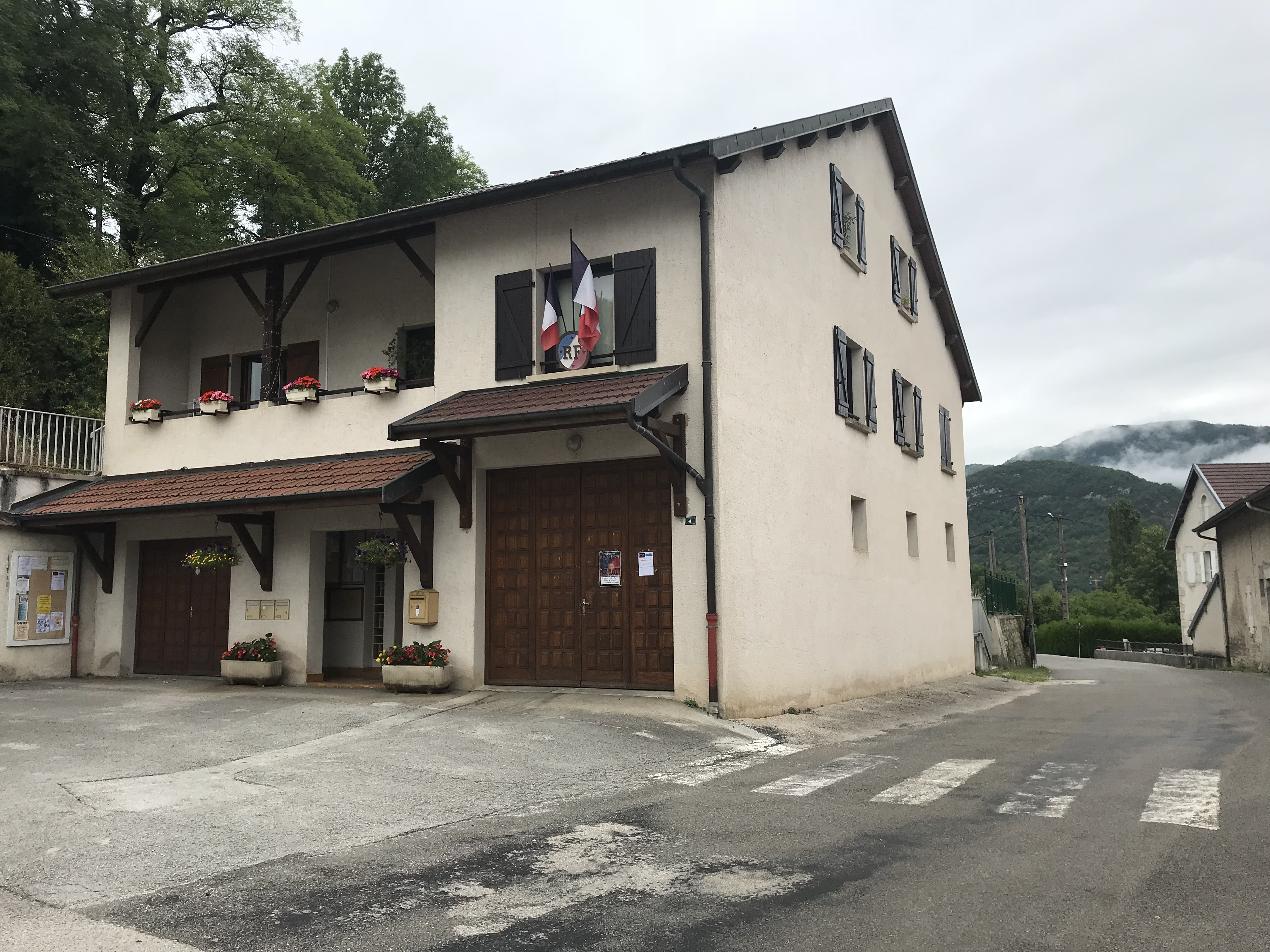
La mairie de Condes.

| Période       | Période      | Identité        | Étiquette | Qualité |
| ------------- | ------------ | --------------- | --------- | ------- |
| mars 2001     | février 2009 | Claude Jaillet  |           |         |
| mars 2009     | octobre 2011 | Didier Fontaine |           |         |
| novembre 2011 | En cours     | Jérôme Benoît   |           |         |

## Démographie
L'évolution du nombre d'habitants est connue à travers les recensements de la population effectués dans la commune depuis 1793. Pour les communes de moins de 10 000 habitants, une enquête de recensement portant sur toute la population est réalisée tous les cinq ans, les populations de référence des années intermédiaires étant quant à elles estimées par interpolation ou extrapolation. Pour la commune, le premier recensement exhaustif entrant dans le cadre du nouveau dispositif a été réalisé en 2005.

En 2022, la commune comptait 117 habitants, en évolution de +5,41 % par rapport à 2016 (Jura : −0,81 %, France hors Mayotte : +2,11 %).
| 1793 | 1800 | 1806 | 1821 | 1831 | 1836 | 1841 | 1846 | 1851 |
| ---- | ---- | ---- | ---- | ---- | ---- | ---- | ---- | ---- |
| 257  | 279  | 234  | 274  | 262  | 255  | 252  | 272  | 283  |

| 1856 | 1861 | 1866 | 1872 | 1876 | 1881 | 1886 | 1891 | 1896 |
| ---- | ---- | ---- | ---- | ---- | ---- | ---- | ---- | ---- |
| 246  | 252  | 237  | 230  | 220  | 206  | 193  | 181  | 165  |

| 1901 | 1906 | 1911 | 1921 | 1926 | 1931 | 1936 | 1946 | 1954 |
| ---- | ---- | ---- | ---- | ---- | ---- | ---- | ---- | ---- |
| 182  | 150  | 147  | 131  | 138  | 145  | 138  | 115  | 102  |

| 1962 | 1968 | 1975 | 1982 | 1990 | 1999 | 2005 | 2006 | 2010 |
| ---- | ---- | ---- | ---- | ---- | ---- | ---- | ---- | ---- |
| 87   | 80   | 61   | 48   | 53   | 108  | 112  | 113  | 115  |

| 2015 | 2020 | 2022 | - | - | - | - | - | - |
| ---- | ---- | ---- | - | - | - | - | - | - |
| 113  | 116  | 117  | - | - | - | - | - | - |

## Culture locale et patrimoine

### Lieux et monuments
- Église saint-Nicolas (remaniée au XIXe) ; située dans le Diocèse de Saint-Claude, elle est desservie par la Paroisse Notre Dame de la Petite Montagne. Les curés sont MM. les abbés Armand Athias et Jean-Claude Crut ;
- Croix (XIXe) ;
- Moulin (XIXe), inscrit à l'IGPC depuis 1993[18].

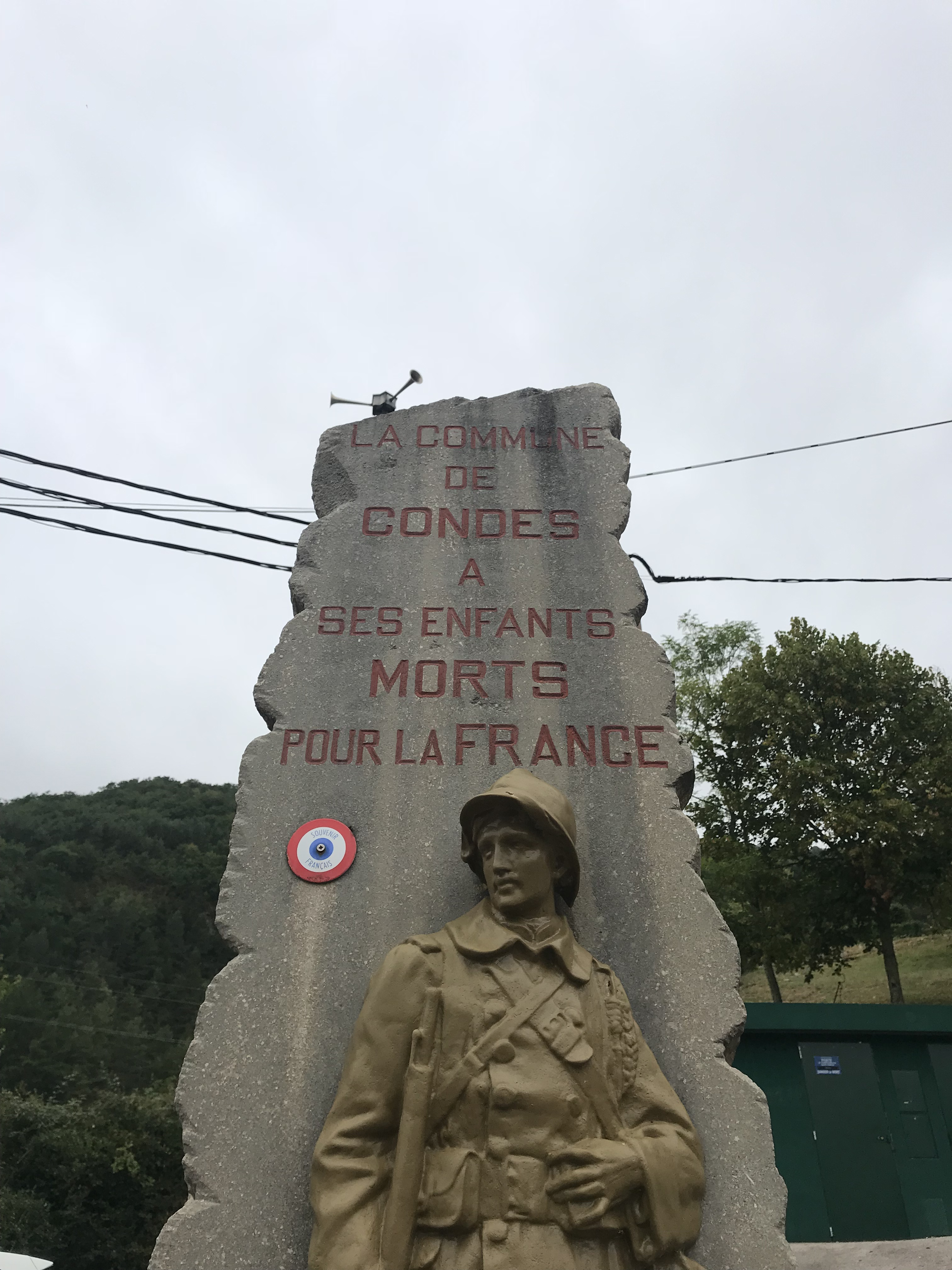
Monument aux morts.
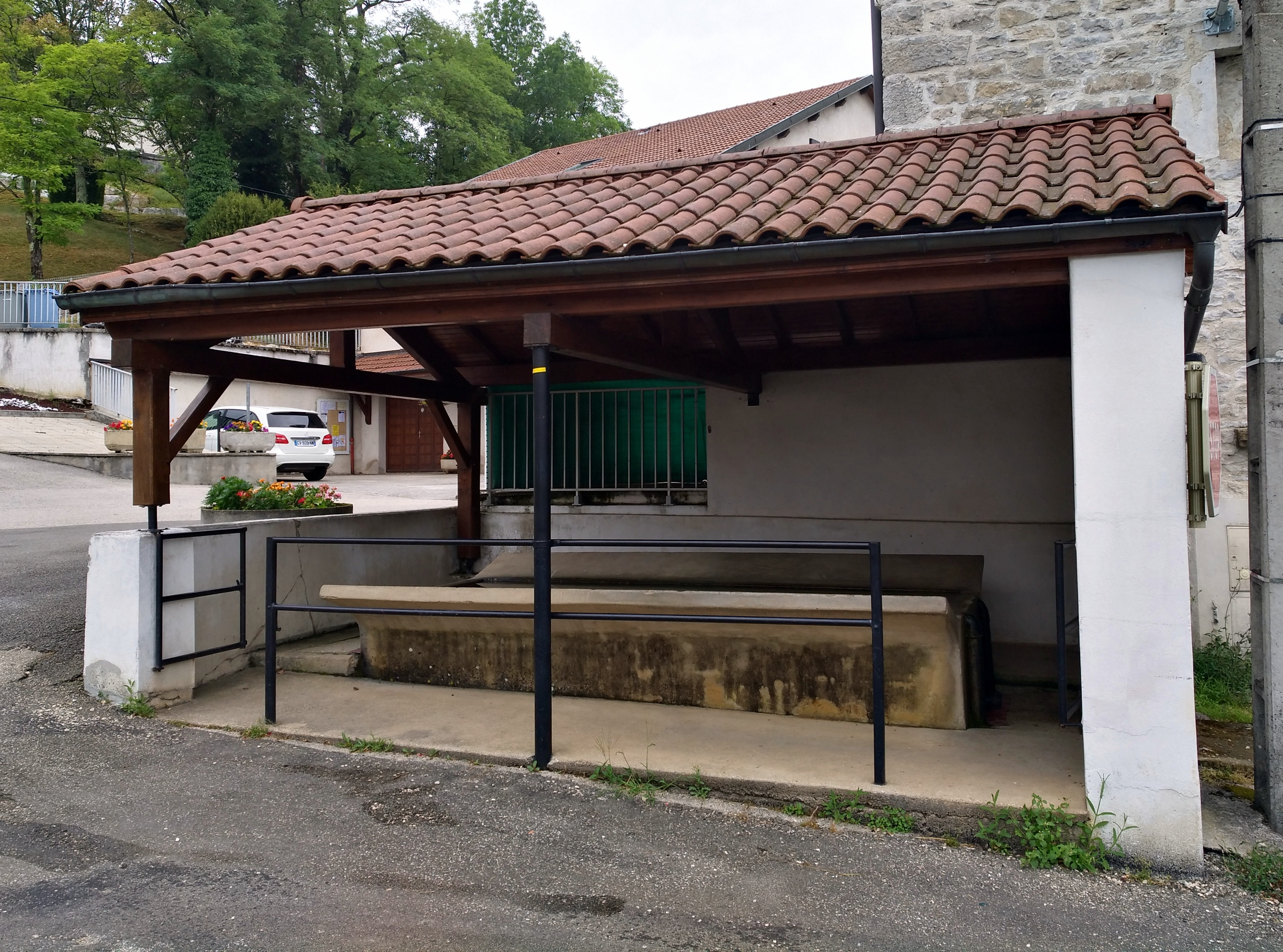
Lavoir.
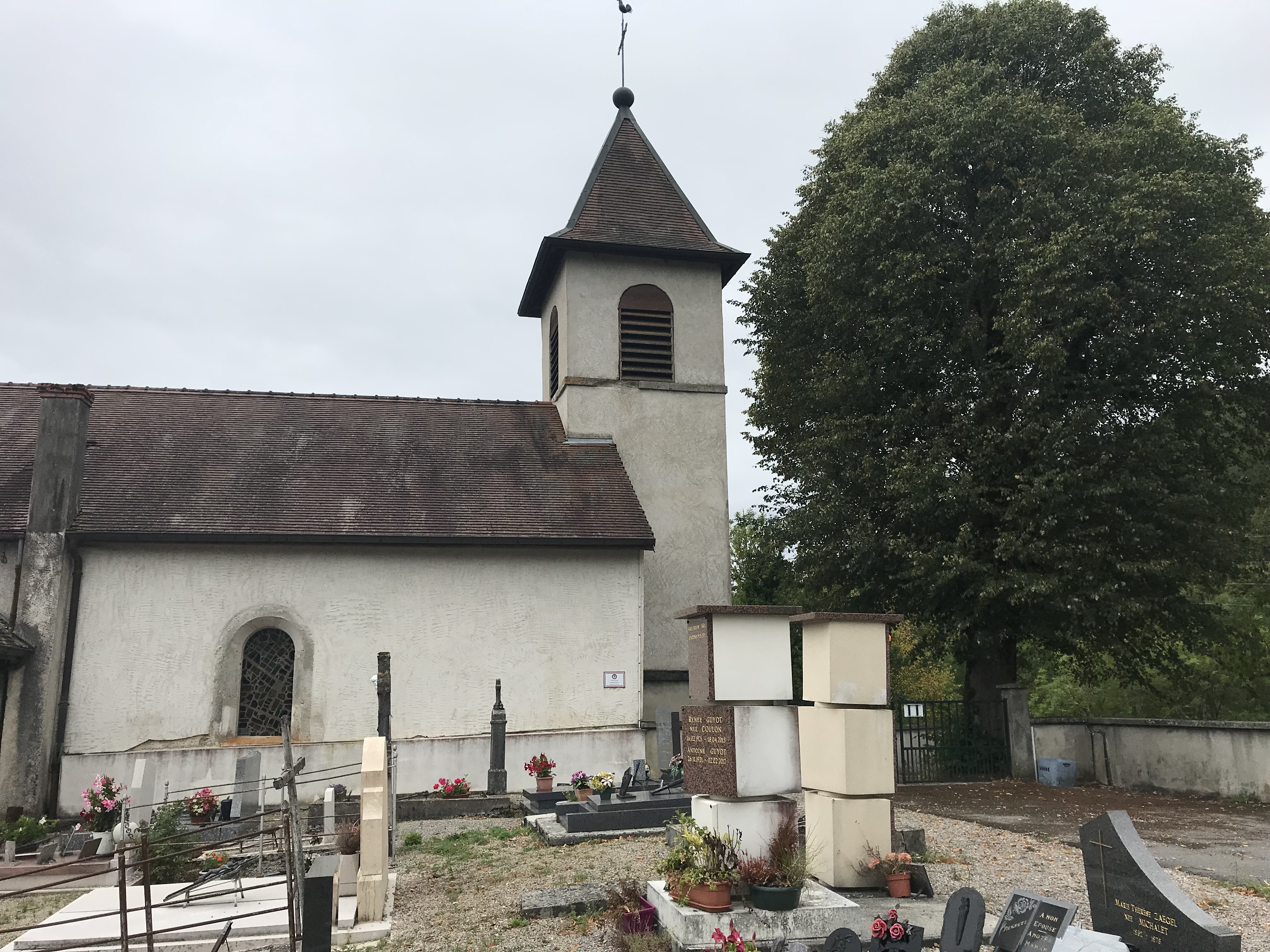
L'église Saint-Nicolas entourée du cimetière.